# Izquierda Democrática Unida
Izquierda Democrática Unida (IDU; en griego, Ενιαία Δημοκρατική Αριστερά, Eniaía Dimokratikí Aristerá, AFI: [eniˈea ðimokɾatiˈci aɾisteˈɾa]) fue un partido político griego fundado en 1951 por prominentes políticos de izquierda y centroizquierda, muchos de ellos procedentes del antiguo ELAS. Inicialmente fue la voz del entonces clandestino Partido Comunista de Grecia, aunque lentamente adquirió voz propia y tuvo mucho que ver en la escisión del sector eurocomunista en 1968.
La IDU participó en las elecciones parlamentarias griegas de 1952 a 1964. En las de 1958 fue el principal partido de la oposición. En las elecciones de 1961 y 1964 apoyaba indirectamente a Unión de Centro contra la Unión Nacional Radical. El país entró en un periodo de inestabilidad política después del asesinato del diputado de la IDU Gregoris Lambrakis, que acusó a Constantinos Karamanlís; un tribunal independiente encabezado por Christos Sartzetakis determinó que fue asesinado por militantes de extrema derecha, pero no especificó las responsabilidades políticas.
Después del fin de la Dictadura de los Coroneles, durante la cual había sido prohibido, se presentó a las elecciones parlamentarias griegas de 1974 en coalición con el Partido Comunista de Grecia y otros partidos de izquierda, dirigido por Ilias Iliou. Bajo el liderazgo de Manolis Glezos se presentó a las elecciones de 1981 y 1985 en alianza con el Movimiento Socialista Panhelénico, pero en las de junio de 1989 formó parte de la coalición Synaspismós.

## Dirigentes de la IDU
Los dirigentes de la IDU han sido los siguientes:
- Ioannis Passalidis, cofundador y líder en el parlamento de 1951 a 1967.
- Grigoris Lambrakis
- Manolis Glezos
- Mikis Theodorakis
- Ilias Iliou
- Stefanos Sarafis